# Manfred Schiek
Manfred Schiek, né le 11 novembre 1935 à Louisbourg et décédé le 11 septembre 1965 à Prague à près de 30 ans, était un pilote automobile allemand, essentiellement en voitures de tourisme sur circuits.

## Biographie
Il débute les sports mécaniques comme pilote motocycliste durant les années 1950, et il devient champion d'Allemagne en 1957, 1959 et 1960. Il remporte aussi une médaille d'or à quatre reprises lors du Concours International des Six Jours d'Enduro. 
En 1961, il démarre le sport automobile alors qu'il travaille au département course de Daimler-Benz à Stuttgart, et qu'il participe au développement de la Mercedes 220 SE. La même année il est le copilote de Walter Schock lorsque ce dernier remporte le Grand Prix d'Argentine de tourisme sur route. L'année suivante, il est le passager du pilote Hermann Kühne lorsque ce dernier se tue dans un accident, et il n'est alors que légèrement blessé.
En 1964, Schiek est quatrième des 6 Heures tourisme du Nürburgring, avec Karl Kling dans la 300 SE en ETCC.
En 1965, Schiek travaille avec l'ingénieur Hans-Werner Aufrecht et Erhard Melcher pour le département développement de Mercedes, sur la Mercedes 300 SE engagée en Deutsche Automobil Rundstrecken Meisterschaft (DARM). Il remporte le championnat en catégorie plus de 2 500 cm3 avec la voiture, en ayant débuté lors de la deuxième épreuve sur l'AVUS berlinois, et en ayant gagné à six reprises lors des huit courses auxquelles il prend part. Schiek est alors l'un des pilotes préférés du public, avec son style agressif et risqué, notamment après sa spectaculaire victoire au Norisring. Grâce au travail de réglages accompli, Melcher et Aufrecht fondent ensuite la société Mercedes-AMG en 1967.
En septembre 1965, avec pour copilote Martin Braungart, Schiek dispute le Rallye Tour d'Europe réservé en Allemagne à des voitures strictement de série. Lors du rassemblement, à la deuxième journée de l'épreuve, il a un accident fatal dans les environs de la capitale tchèque, en voulant dépasser un camion (sa Mercedes 250 SL heurte une pierre en bord de route, après avoir dérapé). Son titre national sur circuits lui est décerné à titre posthume.